# حسين كنعان أيطن
حسين كنعان أيطن هو سياسي ألماني، ولد في 22 أكتوبر 1962 في Pülümür ‏ في تركيا. نشط حزبياً في الحزب الديمقراطي الاجتماعي الألماني وحزب اليسار. وقد انتخب ممثل الجمعية البرلمانية لمجلس أوروبا ‏ لترشحه ضمن قائمة ألمانيا، (23 يناير 2006 – 22 يناير 2007) وانتخب عضو في البوندستاغ الألماني خلال فترته النيابية ‏ (18 أكتوبر 2005 – 27 أكتوبر 2009).